# 폴론나루와
폴론나루와(싱할라어: පොළොන්නරුව, 타밀어: பொலன்னறுவ)는 스리랑카 중북부주 폴론나루와구의 행정 중심지이다.

## 같이 보기
- 갈비하라 사원
- 아누라다푸라
- 시기리야